# Justin Bartha
Justin Lee Bartha (Fort Lauderdale, Florida, 21 de julio de 1978) es un actor estadounidense. Es conocido por su papel de Riley Poole en la película National Treasure o por interpretar a Doug Billings en The Hangover.

## Biografía
Justin Lee Bartha nació en Fort Lauderdale, Florida, el 21 de julio de 1978. Su padre, Stephen, es un promotor inmobiliario, mientras que su madre, Betty, es maestra de escuela. Justin Bartha se crio bajo la religión judía. Su familia se mudó al Municipio de West Bloomfield, Míchigan, cuando tenía nueve años. En la escuela secundaria, se rompió la muñeca jugando para el equipo de tenis de la escuela. 
Después de hacer una interpretación en una producción local de Sueño de una noche de verano formó un grupo de teatro para niños, de 15 integrantes, donde actuó para los niños en los hospitales y en las escuelas primarias. Después se graduó de la Escuela Secundaria West Bloomfield, en 1996, estableció su mira en Nueva York, tuvo su formación en la Universidad de Nueva York.

## Carrera
Comenzó detrás de la cámara como asistente de producción en la película Analyze This. Su debut como actor vino un año más tarde en un cortometraje llamado Tag en 1999.
Escribió y dirigió un cortometraje, Highs and Lows, que se presentó en el South by Southwest Film Festival en 2003. Además, escribió, produjo y protagonizó un piloto para MTV llamado The Dustin and Justin Show. Desempeñó un papel importante en Gigli y Carnival Sun, antes de coprotagonizar National Treasure, en el papel de Riley Poole. 
En 2006, tuvo un papel de apoyo en Failure to Launch y protagonizó la serie televisión Teachers, que se estrenó el 28 de marzo en NBC y fue cancelada 15 de mayo debido a las bajas puntuaciones. 
En 2009 actúa en la exitosa comedia The Hangover como cuarto protagonista.
En noviembre de 2010, aceptó un papel en Holy Rollers. Su  personaje atrae a un joven judío para convertirse en un distribuidor de éxtasis. El rodaje se desarrolló en Nueva York en la primavera de 2010.
En 2012 interpretó a David Murray en la serie de televisión de NBC The New Normal.
En 2021, interpretó al personaje antagónico de Simon Keleey en la película original de Netflix,  Sweet Girl, protagonizada por Manuel García Rulfo y Isabela Merced.

## Filmografía completa

### Cine
| 1998 | 54                                                | Clubgoer (Desacreditado) |
| 1999 | Tag (Cortometraje)                                | Kip Woffard              |
| 2003 | Gigli                                             | Brian                    |
| 2002 | Carnival Sun (Cortometraje)                       | Brian                    |
| 2004 | National Treasure                                 | Riley Poole              |
| 2005 | Trust the Man                                     | Jasper Bernard           |
| 2006 | Failure to Launch                                 | Ace                      |
| 2007 | National Treasure: Book of Secrets                | Riley Poole              |
| 2008 | New York, I Love You. Segmento: "Randy Balsmeyer" | Justin                   |
| 2009 | The Hangover                                      | Doug Billings            |
| 2009 | Jusqu'à toi                                       | Jack                     |
| 2009 | The Rebound                                       | Aram Finkelstein         |
| 2010 | Holy Rollers                                      | Yosef Zimmerman          |
| 2011 | The Hangover Part II                              | Doug Billings            |
| 2011 | Dark Horse                                        | Richard                  |
| 2013 | The Hangover Part III                             | Doug Billings            |
| 2013 | CBGB                                              | Stiv Bators              |
| 2016 | White Girl                                        | Kelly                    |
| 2016 | Sticky Notes                                      | Bryan                    |
| 2018 | Driven                                            | Howard Weitzman          |
| 2018 | Sorry for Your Loss                               | Ken                      |
| 2018 | The Big Break (Cortometraje)                      | Stephen                  |
| 2019 | Headlock                                          | Peter Hobbs              |
| 2021 | Sweet Girl                                        | Simon Keeley             |

### Televisión
| 2004      | Strip Search                             |                   | Película para televisión           |
| 2006      | Teachers                                 | Jeff Cahill       | Serie de televisión - 6 episodios  |
| 2009      | WWII in HD                               | Jack Werner (voz) | Serie de televisión - 5 episodios  |
| 2012–2013 | The New Normal                           | David Sawyer      | Serie de televisión - 22 episodios |
| 2016      | Cooper Barrett's Guide to Surviving Life | Josh Barrett      | Serie de televisión - 13 episodios |
| 2017–2018 | The Good Fight                           | Colin Morrello    | Serie de televisión                |
| 2022      | Atlanta                                  | Marshall Johnson  | Episodio: "The big payback"        |
| TBA       | National Treasure: Edge of History       | Riley Poole       | Posproducción                      |

## Teatro
| 2010 | The 64th Annual Tony Awards | Artista intérprete |                                                |
| 2010 | Lend Me a Tenor             | Max                | Reavivamiento de Broadway - Music Box Theatre  |
| 2011 | All New People              | Charlie            | Teatro de la segunda etapa                     |
| 2011 | Asuncion                    | Vinny              | Off-Broadway - Rattlestick Playwrights Theater |
| 2013 | The Sunshine Boys           | Ben                | Ahmanson Theatre - Center Theatre Group        |
| 2015 | Permission                  | Eric               | MCC Theatre                                    |